# Dark Colony
Dark Colony (letteralmente "Colonia oscura") è un videogioco di strategia in tempo reale del 1997, sviluppato da GameTek Canada e pubblicato da Strategic Simulations per Microsoft Windows e Mac OS.
Il gioco si svolge sulla superficie di Marte e permette di interpretare gli uomini o gli alieni (grigi), sempre con l'obiettivo di sterminare l'avversario.
Nel 1998 è uscita l'espansione: Dark Colony: The Council Wars.

## Trama
Il gioco è ambientato in una finta colonia su Marte nel 2137. Gli esseri umani hanno scoperto sul pianeta una fonte di energia che si ricava da Petra-7. Per recuperare il minerale cominciano il processo di terraformazione di Marte. 
Le persone iniziano ad abitare il pianeta composto da deserto e giungla finché non compaiono gli alieni Taar, una razza morente in cerca di un nuovo mondo da abitare, e di sbarazzarsi degli umani.

## Modalità di gioco
Sono disponibili due campagne, una per ciascuna razza, oppure partite singole con fino a otto contendenti controllati da giocatori in rete o dal computer.
Le due razze hanno a disposizione edifici e unità quasi del tutto equivalenti tra loro, ma molto differenti sul piano estetico: gli umani hanno attrezzature artificiali e gli alieni biologiche.
L'unica risorsa è il Petra-7, che si può ottenere da appositi crateri installandoci sopra una unità raccoglitrice fissa.
Ogni giocatore in ogni scenario può avere una sola area di costruzione predefinita, sotto forma di un pilone attorno al quale gli edifici si agganciano come moduli in posizioni fisse.
Durante le partite, col passare del tempo si ha il ciclo giorno/notte: gli umani hanno visibilità migliore di giorno e gli alieni di notte.

## Razze e le loro unità

### Razza umana
Exploiter: cingolato per l'estrazione di Petra-7. Non può attaccare ed è un facile bersaglio per le unità nemiche se non difeso a dovere, sia se è in posizione su un cratere di lava sia se è in movimento, dato che essendo disarmato fuggire da un attacco improvviso è pressoché difficile, soprattutto dalle unità volanti. Quando è posizionato su un cratere, lo si può vedere tirare fuori dal suo tettino un'antenna luminosa che lampeggia. 
Trooper: soldato umano armato di mitragliatrice. Di questa unità ne esistono i gradi di comando oltre alla semplice recluta, e sono: Capitano, Sergente, Maggiore e Colonnello (raggiunto quest'ultimo grado è possibile trasportare un'unità di 2 soldati, 1 Reaper e 1 Barrager dalla navicella su un qualsiasi punto della mappa scoperto).
Sentinel: una mina a forma di ragno meccanico che può essere impiantata su un qualsiasi punto del terreno. Quando viene sotterrata emana una luce lampeggiante, e quando un'unità nemica (escluso di tipo volante) ci cammina sopra, essa esplode danneggiandolo o uccidendolo.
Osprey IV: un cacciabombardiere aereo veloce che bombarda costantemente un nemico o una costruzione avversaria con massicce granate. Può essere attaccato solo dalle unità di difesa (Firestorm e Xenowort) e unità dotate di armi semplici e tecnologiche (come i Grays, i Trooper, i S.A.R.G.E e i Gorrem). 
Reaper: robot d'assalto corazzato con un singolo cannone mitragliatore posizionato sul davanti e sprovvisto di braccia. La sua grande tenacia lo rende un'ottima macchina da massacro nelle mischie. 
Firestorm: all'inizio, appena costruito, è un veicolo a due ruote, ma quando viene assemblato diventa una torretta lancia-missili utile per difendere la base dai nemici invasori o per proteggere l'Exploiter. Molto potente contro le unità volanti. 
Barrager: carro armato corazzato armato di un mortaio a lunga gittata dalla potenza distruttiva enorme, con cui bombarda anche da grandi distanze il nemico procurandogli ingenti danni. È molto lento, ma molto efficace contro tutte le unità terrestri del nemico, ma è un bersaglio facile per quelle volanti dato che non ha gittata su di loro. 
S.A.R.G.E.: Cyborg cecchino armato di un cannone da spalla e un fucile in mano a impulsi fotonici. È una fenomenale macchina assassina capace di affrontare a testa alta qualsiasi nemico di ogni genere. Quando il suo pistolone non basta, può utilizzare un secondo attacco micidiale su più nemici contemporaneamente e cioè un massiccio attacco al Napalm per incendiare il terreno sottostante a loro, causandogli danni crescenti. Letale sui nemici volanti, specie se in gruppo numeroso. È capace di rubare Petra-7 ai nemici ed è curioso vederlo fumare il sigaro. 
Medi-Craft: navetta medica capace di curare un'unità ferita in battaglia che controlli fino a ripristinarle completamente la salute. Come Osprey IV è un bersaglio attaccabile solo per armi di difesa o unità semplici e tecnologiche.

### Razza gray
Brozaar: creatura vermiforme capace di estrarre Petra-7 dai vulcani. Non può attaccare ed è un facile bersaglio per i nemici, soprattutto quelli volanti. Quando è posizionato su un cratere, lo si vede mettersi a testa in giù con la coda rivolta verso l'alto, la quale comincia ad emanare una luce intermittente.
Grays: fanteria aliena Taar armata di fucile a raggi. Come il Trooper, il Gray ha dei gradi di comando: lo Ximale, l'Idrac, il Sitru e il Reglia (quest'ultimo è capace di poter chiamare un disco volante per prelevare una metà delle truppe nemiche, utile per dimezzare parecchio quelle più numerose).
Slom: sacca mobile capace di trasformarsi in una mina su un qualsiasi punto del terreno. Quando viene sotterrata comincia a brillare, e quando un nemico terrestre (non volante) ci passa sopra, esso esplode infliggendogli seri danni.
Ortu: pterodattilo cacciabombardiere che attacca le unità e le costruzioni avversarie con massicce bombe. Può essere attaccato solo da unità di difesa e unità dotate di armi semplici e tecnologiche (vedi Osprey IV).
Sy-Demon: creatura d'assalto dotata di sciabole ossee situate sui suoi arti anteriori e sulla sua schiena. La sua forza e la sua feroce aggressività lo rendono un nemico ostico nel corpo a corpo.
Xenowort: appena costruito, somiglia ad un'informe creatura minuscola con barbigli al posto della testa, ma una volta assemblato nella terra diventa una torretta bio-organica di difesa resistente ed efficace. Molto forte sulle unità volanti.
Atril: unità d'artiglieria aliena equivalente al Barrager, con un'appendice superiore contenente una sacca dove è piazzato un ammasso di roccia verde esplosiva estremamente potente, con cui bombarda i nemici anche da grandi distanze procurandogli ingenti danni. È molto lento, ma molto efficace contro tutte le unità terrestri del nemico, ma è bersaglio facile per quelle volanti dato che non ha gittata su di loro.
Gorrem: creatura mutante che secerne dall'encefalo un potente plasma che può lanciare su un nemico da una media distanza, mentre per colpire più nemici può secernere un attacco micidiale al plasma che inonda il terreno sottostante a loro, danneggiandoli poco a poco. È molto efficace su tutte le unità nemiche, in particolar modo su quelle volanti, soprattutto se in gruppo numeroso. È capace di rubare il Petra-7 sollevando temporaneamente il cervello dalla testa.
Zisp: il curatore della razza Taar capace di riportare in piena forma un'unità controllata ferita in battaglia. Come Ortu è un bersaglio attaccabile solo da armi di difesa o unità semplici e tecnologiche. Assomiglia ad un Gray volante dotato di jetpack per volare a velocità altissime.